# Dona Maria Pia fyr
Dona Maria Pia fyr (portugisiska: Farol de D. Maria Pia) är en fyr på udden 
Ponta Temerosa på södra delen av  São Vicente i Kap Verde omkring två kilometer söder om Praia. Fyren, som är Kap Verdes äldsta,  byggdes medan landet var en portugisisk koloni och är uppkallad efter den portugisiska drottningen Maria Pia.
Det 21 meter höga, åttakantiga tornet är byggt av tegel och är vitmålat med en grå lanternin på toppen. Fyren, som är hopbyggd med fyrvaktarbostaden, tändes första gången den 13 juni 1881.
Fyren renoverades år 2018. Den vägleder fartygstrafiken till Praias hamn och avger vita två blixtar var sjätte sekund. Lysvidden är 15 sjömil.
Fyrplatsen är öppen men fyren är stängd för besökare.